# Маддалони, Джузеппе
Джузеппе «Сосна» Маддалони (итал. Giuseppe "Pino" Maddaloni), 10 июля 1976 года, Неаполь, Италия — итальянский дзюдоист, чемпион Олимпийских игр, призёр чемпионата мира, многократный чемпион и призёр чемпионатов Европы.

## Биография
Начал заниматься дзюдо с двух лет под руководством своего отца Джованни Маддалоне, который и тренировал его всю карьеру. 
В 1995 году завоевал серебряную медаль чемпионата Италии среди взрослых и был третьим на международном юниорском турнире. В 1996 году в двух весовых категориях завоевал звания чемпиона Италии среди юниоров, был первым на итальянском турнире Atom Cup Juniors и вторым на взрослом турнире Tre Torri Tournament. В том же году завоевал серебряную медаль чемпионата мира среди юниоров и остался пятым на чемпионате Европы среди юниоров. В 1997 году был пятым на турнире Grand Prix Città di Roma, третьим на Средиземноморских играх, третьим на командном чемпионате Европы и впервые завоевал звание чемпиона Италии. В 1998 году был пятым на турнирах Grand Prix Città di Roma и Tournoi de Paris, на чемпионате Италии остался бронзовым призёром, и завоевал звание чемпиона Европы, а также «бронзу» на командном чемпионате Европы. В 1999 году вновь остался лишь пятым на турнире World Masters Munich, завоевал бронзовую медаль на чемпионате Италии (в более тяжёлой категории до 81 килограмма), подтвердил своё звание чемпиона Европы, и завоевал бронзовые медали командного чемпионата Европы и Всемирных игр среди военных. В 2000 году выиграл Grand Prix Austria, был пятым на ARAL Grand Prix и победил на турнире 	German Open
Выступал на Олимпийских играх 2000 года в категории до 73 килограммов, где боролись 34 дзюдоиста. Борец, победивший во всех схватках группы выходил в финал, где встречался с борцом из другой группы. Проигравшие финалистам встречались в «утешительных» схватках, по результатам которых определялись бронзовые призёры. 
Итальянский дзюдоист уверенно дошёл до финала. Финальная встреча складывалась вязкой, никто не мог получить оценки, но в конце встречи Пино Маддалони сумел провести контрприём против подхвата, и он был оценен в иппон. 
| Круг  | Соперник           | Страна   | Итог   | С оценкой                         | Продолжительность |
| ----- | ------------------ | -------- | ------ | --------------------------------- | ----------------- |
| 1/16  | Траволта Уотерхауз | Самоа    | Победа | вадзаари авасэтэ иппон (Сэойнагэ) | 1:55              |
| 1/8   | Хассен Мусса       | Тунис    | Победа | иппон (Сэойнагэ)                  | 1:25              |
| 1/4   | Всеволод Зеленый   | Латвия   | Победа | юко (пассивность соперника)       | 5:00              |
| 1/2   | Анатолий Ларюков   | Беларусь | Победа | иппон (Сукуи Нагэ)                | 4:18              |
| Финал | Тиагу Камилу       | Бразилия | Победа | иппон (Ути Мата Сукаси)           | 3:25              |

В 2001 году завоевал звание чемпиона Европы в команде, а в личном первенстве был вторым. В 2002 году был первым на 	Grand Prix Città di Roma и на турнире World Masters Bucharest, завоевал бронзовые медали чемпионата Европы и командного чемпионата мира. В 2003 году был первым на Barcelona International Tournament, третьим на Кубке Президента России и вторым на Всемирных играх военных. В 2004 году окончательно перешёл в категорию до 81 килограмма, был пятым на Tournoi de Paris и затем весь год, включая олимпийские игры, пропустил из-за травмы колена. В 2005 году победил на Средиземноморских играх и на чемпионате мира среди военных. В 2006 году был пятым на турнире Super World Cup Moscow, вторым на чемпионате Европы и победил на Tournoi de Paris. В 2007 году победил на 	Belgian Open Championships, был вторым на Sarajevo Open, третьим на Super World Cup Moscow, только пятым на чемпионате мира и только седьмым на розыгрыше Кубка мира. В 2008 году был пятым на розыгрыше Кубка мира, завоевал бронзовую медаль чемпионата Европы, был вторым на турнире серии «B» Slovenian Open Celje и победил на турнире Brazil World Cup Belo Horizonte
Выступал на Олимпийских играх 2008 года, в категории до 81 килограмма боролись 35 дзюдоистов.
Джузеппе Маддалони во второй встрече был побеждён, теперь уже сам попавшись на контрприём от подхвата изнутри. В утешительной встрече итальянский дзюдока проиграл зацепом снаружи за 20 секунд.   
| Круг                 | Соперник                | Страна      | Итог      | С оценкой             | Продолжительность |
| -------------------- | ----------------------- | ----------- | --------- | --------------------- | ----------------- |
| 1/16                 | Абдерраман Брене        | Пуэрто-Рико | Победа    | юко (Моротэ Гари)     | 5:00              |
| 1/8                  | Гийом Эльмон            | Нидерланды  | Поражение | иппон(Ути Мата Гаэси) | 1:32              |
| Утешительная встреча | Дамдинсуренджиин Нямхуу | Монголия    | Поражение | иппон(Косото Гакэ)    | 0:20              |

После олимпийских игр, несмотря на то, что не объявлял об уходе из спорта, больше не выступал. С января 2011 года тренирует национальную сборную слепых. 
Родной брат дзюдоиста Марк — абсолютный чемпион Италии по дзюдо, двукратный чемпион Европы в возрасте до 23 лет, родная сестра Лаура — многократная чемпионка Италии среди женщин. Двоюродный брат Джузеппе Маддалони Клементе Руссо известный боксёр-любитель, двукратный чемпион мира, двукратный серебряный призёр Олимпийских игр.